# Plasa Rezina, județul Orhei
Plasa Rezina  avea (la 1930) 46 localități:
| Nr. crt. | Denumire localitate | Tip                                    | Raionul în care se află în prezent |
| -------- | ------------------- | -------------------------------------- | ---------------------------------- |
| 1        | Alcedar             | comună                                 | Raionul Șoldănești                 |
| 2        | Boșernița           | sat în orașul Rezina                   | Raionul Rezina                     |
| 3        | Chipeșca            | comună                                 | Raionul Șoldănești                 |
| 4        | Cinișeuți           | comună                                 | Raionul Rezina                     |
| 5        | Ciorna              | sat în orașul Rezina                   | Raionul Rezina                     |
| 6        | Cogălniceni         | comună                                 | Raionul Rezina                     |
| 7        | Curătura            | sat în comuna Alcedar, Șoldănești      | Raionul Șoldănești                 |
| 8        | Dealul-Nalt         | comună                                 |                                    |
| 9        | Echimăuți           | comună                                 | Raionul Rezina                     |
| 10       | Fuzovca             | comună                                 | Raionul Șoldănești                 |
| 11       | Găuzeni             | comună                                 | Raionul Șoldănești                 |
| 12       | Glingeni            | comună                                 | Raionul Fălești                    |
| 13       | Gordinești          | comună                                 | Raionul Rezina                     |
| 14       | Ignăței             | comună                                 | Raionul Rezina                     |
| 15       | Lipceni             | comună                                 | Raionul Rezina                     |
| 16       | Mateuți             | comună                                 | Raionul Rezina                     |
| 17       | Meșeni              | comună                                 | Raionul Rezina                     |
| 18       | Mihuleni            | comună                                 | Raionul Șoldănești                 |
| 19       | Minceni-de-Jos      | comună                                 | Raionul Rezina                     |
| 20       | Minceni-de-Sus      | sat în comuna Mîncenii de Jos, Rezina  | Raionul Rezina                     |
| 21       | Olișcani            | comună                                 | Raionul Șoldănești                 |
| 22       | Parcani             | comună                                 | Raionul Șoldănești                 |
| 23       | Peceștea            | comună                                 | Raionul Rezina                     |
| 24       | Pereni              | comună                                 | Raionul Rezina                     |
| 25       | Piscărești          | sat în comuna Sîrcova, Rezina          | Raionul Rezina                     |
| 26       | Poiana              | comună                                 | Raionul Șoldănești                 |
| 27       | Popăuți             | comună                                 |                                    |
| 28       | Pripiceni-Curchi    | sat în comuna Pripiceni-Răzeși, Rezina | Raionul Rezina                     |
| 29       | Pripiceni-Răzeși    | comună                                 | Raionul Rezina                     |
| 30       | Răspopeni           | comună                                 | Raionul Șoldănești                 |
| 31       | Rezina-Sat          | comună                                 |                                    |
| 32       | Rezina-Târg         | oraș                                   | Raionul Rezina                     |
| 33       | Saharna             | sat în comuna Saharna Nouă, Rezina     | Raionul Rezina                     |
| 34       | Samașcani           | comună                                 | Raionul Șoldănești                 |
| 35       | Sârcova             | comună                                 | Raionul Rezina                     |
| 36       | Scorțeni            | comună                                 | Raionul Telenești                  |
| 37       | Solonceni           | comună                                 | Raionul Rezina                     |
| 38       | Stohnaia            | sat în orașul Rezina                   | Raionul Rezina                     |
| 39       | Șipca               | comună                                 | Raionul Șoldănești                 |
| 40       | Șoldănești          | oraș                                   | Raionul Șoldănești                 |
| 41       | Tarasova            | sat în comuna Solonceni, Rezina        | Raionul Rezina                     |
| 42       | Târșiței-Noui       | comună                                 |                                    |
| 43       | Târșiței-Vechi      | comună                                 | Raionul Telenești**********        |
| 44       | Trifești            | comună                                 | Raionul Rezina                     |
| 45       | Țahnăuți            | sat în comuna Țareuca, Rezina          | Raionul Rezina                     |
| 46       | Țăreni              | comună                                 | Raionul Rezina******               |